# Cooper T43
La Cooper T43 è una monoposto di Formula 1 realizzata dalla scuderia britannica Cooper per partecipare al Campionato mondiale di Formula 1 1957 e utilizzata da scuderie private per 4 stagioni fino al 1960. Vinse il Gran Premio d'Argentina del 1958 guidata da Stirling Moss.

## Descrizione
La Cooper T43 Climax è considerata la prima vettura ad aver introdotto il motore in posizione posteriore nel campionato di Formula 1. La soluzione è derivata dall'esperienza del costruttore nel campionato di Formula 3, dove le vetture Cooper venivano equipaggiate con motori da 500 cm³ di derivazione motociclistica e che per soluzioni economiche e tecniche, vista la trasmissione a catena, venivano posti nel retro della vettura. La Cooper T43 motorizzata Climax con motore posteriore debuttò il 19 maggio 1957 nel Gran Premio di Montecarlo. Nonostante il motore Climax da 2207 cm³ con 195 CV che era più piccolo rispetto alla concorrenza, la vettura vinse il Gran Premio di Argentina con Stirling Moss il 19 gennaio 1958. Tale soluzione fece sì che anche scuderie come  Lotus e Ferrari, equipaggiati all'epoca con motori più grandi e potenti, cambiarono per sempre la collocazione del motore montandolo al retrotreno.